# Morethia adelaidensis
Morethia adelaidensis är en ödleart som beskrevs av  Peters 1874. Morethia adelaidensis ingår i släktet Morethia och familjen skinkar. Inga underarter finns listade i Catalogue of Life.